# Hình vuông đen (phim)
Hình vuông đen (tiếng Nga: Чёрный квадрат) là một bộ phim trinh thám của đạo diễn Yury Moroz, ra mắt lần đầu năm 1992.
Truyện phim dựa theo tiểu thuyết Hội chợ Sokolniki của nhà văn Fridrikh Neznansky.

## Diễn viên
- Dmitry Kharatyan
- Vitaly Solomin
- Yelena Yakovleva
- Vasily Lanovoy
- Tatyana Kravchenko
- Armen Dzhigarkhanyan
- Emmanuil Vitorgan
- Alla Balter
- Darya Moroz
- Vladimir Talashko
- Tatyana Lyutayeva
- Vadim Andreyev
- Andrey Boltnev
- Mikhail Gluzsky
- Igor Yasulovich

## Ê-kíp
- Thiết kế sản xuất: Inna Ratnikova, Feliks Rostotsky
- Âm thanh: Lyubov Kolpakova